# Hraše (Medvode)
Hraše is een plaats in Slovenië en maakt deel uit van de gemeente Medvode in de NUTS-3-regio Osrednjeslovenska. De plaats telde 475 inwoners op 1 januari 2020.

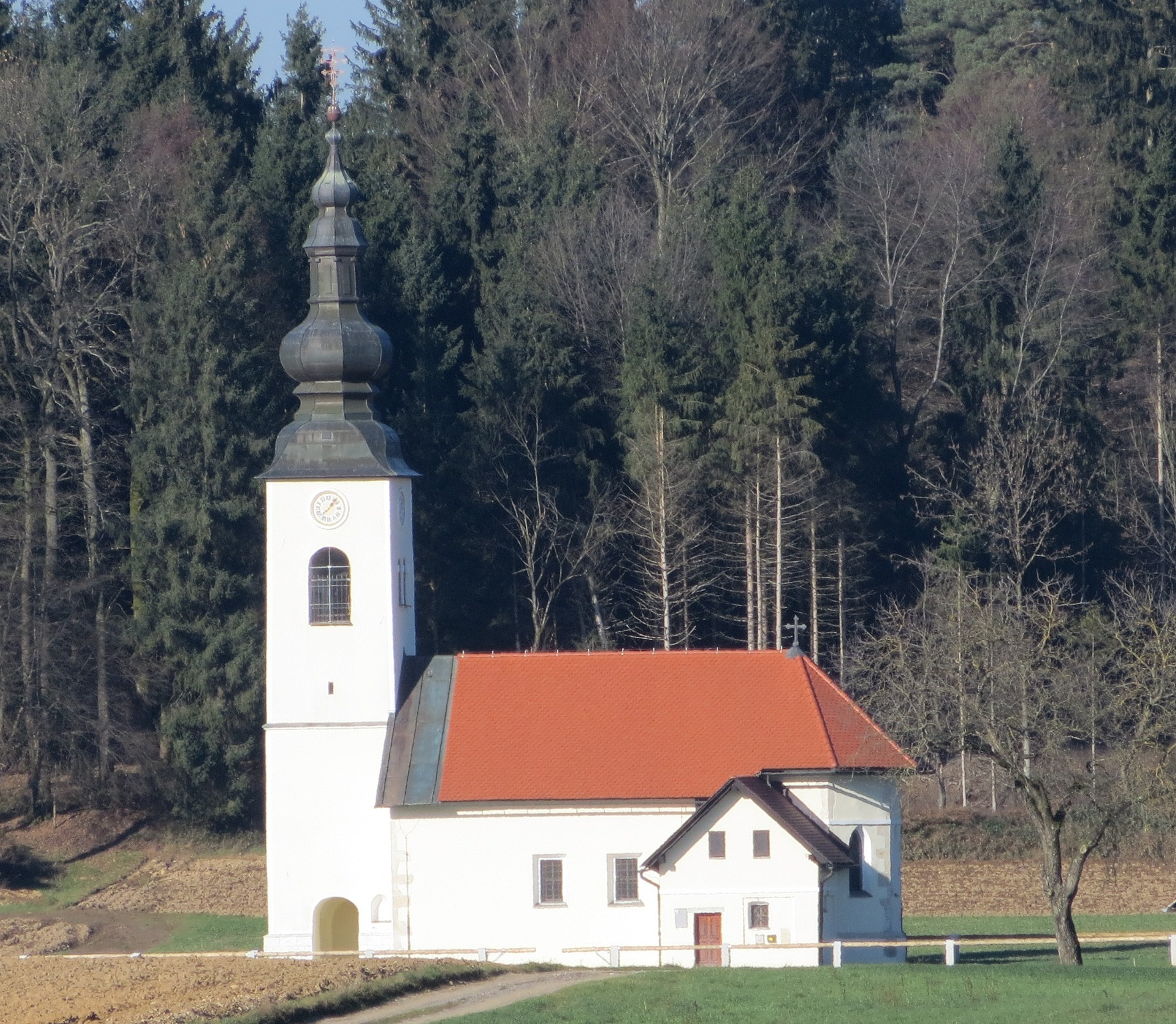
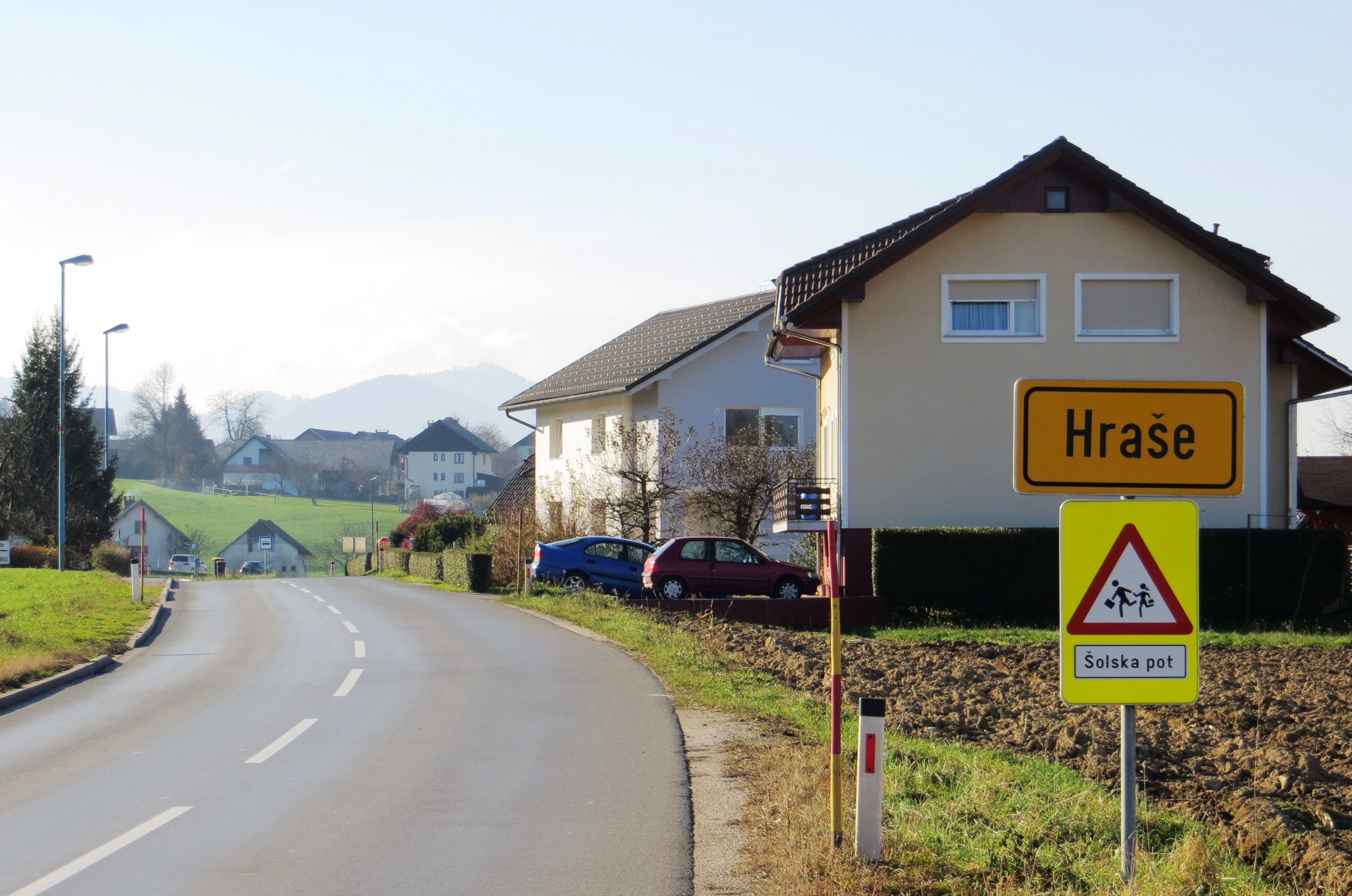